# Ciudad del Motor de Aragón
A Ciudad del Motor de Aragón egy motorsportban és autósportban használt versenypálya Spanyolországban, Aragónia autonóm közösségben, Teruel tartományban. Hossza 5344 méter, 2009-ben készült el. gyorsaságimotoros-világbajnokság tagja MotoGP aragóniai nagydíj néven.

## Pálya
A 2009-ben felépült pálya 5340 méter hosszú és kétféle záró szakaszt használnak (nyújtott balost használják gyorsaságimotoros-világbajnokság tagjai. 17 kanyar található rajta, ám gumik terhelése közel sem egyenletes, ugyanis számos nagy sugarú balos akad közöttük. Annak idején Balatonring helyére került naptárba ez a pálya.

## Története
Alcañiz városától sosem állt távol a motorsportok iránti rajongás és őrület, hiszen 1963 és 2003 között rendszeresen rendeztek utcai versenyeket az aragóniai városban. Később azonban a növekvő biztonsági igényekre hivatkozva beszüntették ezeket az utcai versenyeket, a lakosság motorsportok iránti fogékonysága és szeretete viszont továbbra is adott volt. Így született meg az igény egy önálló versenypálya megépítésére, amely 2009-ben aztán meg is valósult, és a neves Hermann Tilke tervezésében létrejött ez a minden igényt kielégítő, ultramodern motorsport-komplexum.
A pálya  a sajnálatos módon befuccsoló sávolyi pálya, a Balatonring helyére került be amolyan beugróként a MotoGP versenynaptárába, és azon nyomban élt is a kínálkozó lehetőséggel és egyből hatalmas közönségsikert aratott a verseny, melyet az IRTA az Év Nagydíjának választott, a Dorna pedig 2016-ig szóló szerződést kötött a pálya tulajdonosaival. Érdekesség, hogy az Alcanizhoz közeli pálya immár (Jerez, Barcelona és Valencia után) a negyedik spanyol pályaként került be a gyorsasági-motoros világbajnokság naptárába, és épp ezért praktikus okok miatt MotoGP aragóniai nagydíj néven fut az itt rendezett verseny. A pálya ugyanakkor 2011-től kezdődően párhuzamosan a Superbike-világbajnokság Spanyol Nagydíjának is helyszínéül szolgál.